# Władimir Leonow (motocyklista)
Władimir Władimirowicz Leonow (rus. Владимир Владимирович Леонов, urodzony 26 kwietnia 1987 w Doniecku) – rosyjski motocyklista startujący w Motocyklowych MŚ i World Superbike. Jest pierwszym Rosjaninem, który osiągnął podium w serii Supersport, czego dokonał w deszczowym wyścigu w Assen w 2012 roku.

## Statystyki

### MotoGP

#### Podsumowanie
| Sezon | Klasa   | Motocykl | Wyścigi | Zw. | Podia | PP | NO | Pkt | Mj |
| ----- | ------- | -------- | ------- | --- | ----- | -- | -- | --- | -- |
| 2009  | 250 cm3 | Aprilia  | 15      | 0   | 0     | 0  | 0  | 9   | 24 |
| 2010  | Moto2   | Suter    | 7       | 0   | 0     | 0  | 0  | 0   | NC |
| Razem |         |          | 22      | 0   | 0     | 0  | 0  | 9   |    |

#### Wyniki
| Sezon | Klasa   | Motocykl | 1       | 2       | 3      | 4      | 5       | 6      | 7       | 8       | 9   | 10     | 11     | 12     | 13      | 14      | 15     | 16     | 17  | Miejsce | Punkty |
| ----- | ------- | -------- | ------- | ------- | ------ | ------ | ------- | ------ | ------- | ------- | --- | ------ | ------ | ------ | ------- | ------- | ------ | ------ | --- | ------- | ------ |
| 2009  | 250 cm3 | Aprilia  | QAT 18  | JPN 15  | SPA 19 | FRA 10 | ITA Ret | CAT 20 | NED 16  | GER Ret | GBR | CZE 19 | IND 15 | RSM 17 | POR Ret | AUS Ret | MAL 15 | VAL 17 |     | 24      | 9      |
| 2010  | Moto2   | Suter    | QAT Ret | SPA DNS | FRA 27 | ITA 25 | GBR 29  | NED 29 | CAT Ret | GER 24  | CZE | IND    | RSM    | ARA    | JPN     | MAL     | AUS    | POR    | VAL | NC      | 0      |

### Supersport World Championship

#### Wyniki
| Sezon | Motocykl  | 1       | 2     | 3      | 4       | 5       | 6      | 7       | 8      | 9      | 10      | 11      | 12     | 13     | Miejsce | Punkty |
| ----- | --------- | ------- | ----- | ------ | ------- | ------- | ------ | ------- | ------ | ------ | ------- | ------- | ------ | ------ | ------- | ------ |
| 2011  | Yamaha    | AUS     | EUR   | NED    | ITA     | SMR 17  | SPA    | CZE     | GBR    | GER    | ITA     | FRA     | POR 9  |        | 24      | 7      |
| 2012  | Yamaha    | AUS Ret | ITA 6 | NED 3  | ITA Ret | EUR DNS | SMR    | SPA Ret | CZE 10 | GBR 18 | RUS 3   | GER DSQ | POR 12 | FRA 17 | 11      | 52     |
| 2013  | Yamaha    | AUS Ret | SPA 8 | NED 12 | ITA 7   | GBR 16  | POR 11 | ITA 3   | RUS C  | GBR 10 | GER Ret | TUR 15  | FRA 9  | SPA 9  | 10      | 63     |
| 2014  | MV Agusta | AUS Ret | SPA 8 | NED 12 | ITA Ret | GBR 15  | MAL 14 | SMR     | POR    |        |         |         |        |        | 19th    | 19     |
| 2014  | Honda     |         |       |        |         |         |        |         |        | SPA 12 | FRA Ret | QAT     |        |        | 19th    | 19     |
| 2015  | Yamaha    | AUS     | THA   | SPA    | NED     | ITA     | GBR    | POR     | ITA    | MAL    | SPA Ret | FRA     | QAT    |        | NC      | 0      |